# Evan Clements
Evan Clements (ur. 16 lipca 1947 roku) – brytyjski kierowca wyścigowy.

## Kariera
Clements rozpoczął karierę w międzynarodowych wyścigach samochodowych w 1974 roku od startów w Brytyjskiej Formule Atlantic oraz w Formule Atlantic BRSSC. Z dorobkiem odpowiednio dwóch i zero punktów uplasował się tam odpowiednio na 32 i 20 pozycji w klasyfikacji generalnej. W późniejszych latach Brytyjczyk pojawiał się także w stawce Shellsport International Series, FIA World Endurance Championship, World Sports-Prototype Championship oraz 24-godzinnego wyścigu Le Mans.